# Sergio Escudero
Sergio Daniel Escudero (Punta Alta, 12 de abril de 1983), é um futebolista argentino que atua como lateral esquerdo e zagueiro. Atualmente joga pelo Liniers.

## Biografia
Escudero nasceu em Punta Alta no dia 12 de Abril de 1983, começou sua carreira em 2003 no Racing de Olavarría, logo em 2004 transferiu-se para Atletico Alvarado ficou no clube até 2005, logo em seguida foi contratado pelo Olimpo de Bahía Blanca, na equipe conquistou seu primeiro título no Campeonato Argentino de 2006.
Despertou interesse do Independiente e foi contratado em 2007, mas no final da temporada transferiu-se para o Argentinos Juniors ajudando a equipe eliminar o Palmeiras na Copa Sul-Americana de 2008 e terminou a competição em 3º lugar. Sua contratação por parte do Corinthians,teve alguns obstáculos,pois o Argentinos Juniors, queria que o Corinthians, fizesse o pagamento à vista,após negociações o Corinthians aceitou as condições da equipe argentina.

### Corinthians
Em 2009 foi contratado pelo Corinthians para a temporada de 2009. Escudero atua como lateral-esquerdo, mas também pode ser opção na proteção do time nas posições de zagueiro ou volante. Esta é a primeira vez que o jogador atuará no futebol brasileiro. Fez sua estréia no Corinthians no dia 11 de fevereiro de 2009, contra a equipe do Mogi Mirim com a vitória de 2-0 do Corinthians. Com o Corinthians conquistou o Campeonato Paulista 2009 e a Copa do Brasil 2009.
No dia 10 de Abril de 2009, sofreu uma lesão gravissima no joelho e ficou sete meses fora da equipe do Corinthians. Retornou em 21 de novembro do mesmo ano na partida contra o Náutico 
Escudero é admirado pela Fiel por sua extrema raça e disposição em campo apesar de às vezes demonstrar disposição demais e levar muitos cartões. Hoje é conhecido por sua Extrema "Agressividade" dentro de Campo.
No dia 2 de Julho de 2010, acertou sua volta ao Argentinos Juniors

### Coritiba
No dia 20 de Julho de 2012, acertou com o Coritiba e venceu um paranaense em 2013

### Criciúma
Em 2014 foi contratado pelo Criciúma. Jogou a Copa do Brasil, Campeonato catarinense e Série A, fazendo um total de 20 jogos pelo clube marcando apenas 1 gol, no jogo Metropolitano 0x4 Criciúma, pelo Campeonato Catarinense. Era muito saudado pela torcida que gostava da sua raça e da forma como jogava, sem aliviar nas divididas. Todavia também recebia críticas pelo excesso de cartões amarelos (9) e vermelhos (2) que recebia.

## Títulos
Olimpo de Bahía Blanca
- Apertura 2006 - Primera B Nacional

Corinthians
- Campeonato Paulista: 2009
- Copa do Brasil: 2009

Coritiba
- Campeonato Paranaense: 2013